# Разумовский, Алексей Григорьевич
Граф Алексе́й Григо́рьевич Разумо́вский (фамилия при рождении — Розум, от укр. Розум; 17 [28] марта 1709, с. Лемеши, Козелецкая сотня, Киевский полк, Гетманщина, Русское царство — 6 [17] июня 1771, Санкт-Петербург, Российская империя) — днепровский малоземельный казак, возведённый в графское достоинство, фаворит и предполагаемый тайный супруг императрицы Елизаветы Петровны.
Старший брат гетмана Войска Запорожского и президента Российской академии наук Кирилла Разумовского, первый хозяин Аничкова дворца, генерал-фельдмаршал Русской императорской армии (1756 год).

## Биография

### Детство, юные годы
Алексей Разумовский родился 17 (28) марта 1709 года в селе Лемеши близ Козельца. Сын малороссийского казака Григория Яковлевича Розума (1685—1730) и Натальи Демьяновны Демешко.
В детстве был обучен грамоте, вследствие чего бежал от отца в соседнее село Чемер, где жил у дьячка и пел на церковном клиросе. Здесь в 1731 году был замечен полковником Вишневским, который набирал певчих для Придворного хора и, обратив внимание на молодого красивого певчего с прекрасным голосом, взял юношу с собой в Петербург. Довольно скоро под именем Алексея Григорьева он оказался в списке двора цесаревны Елизаветы Петровны.
1. Роман Лемеш
  1. Яков Лемеш Наталья Розумиха — мать Алексея и Кирилла

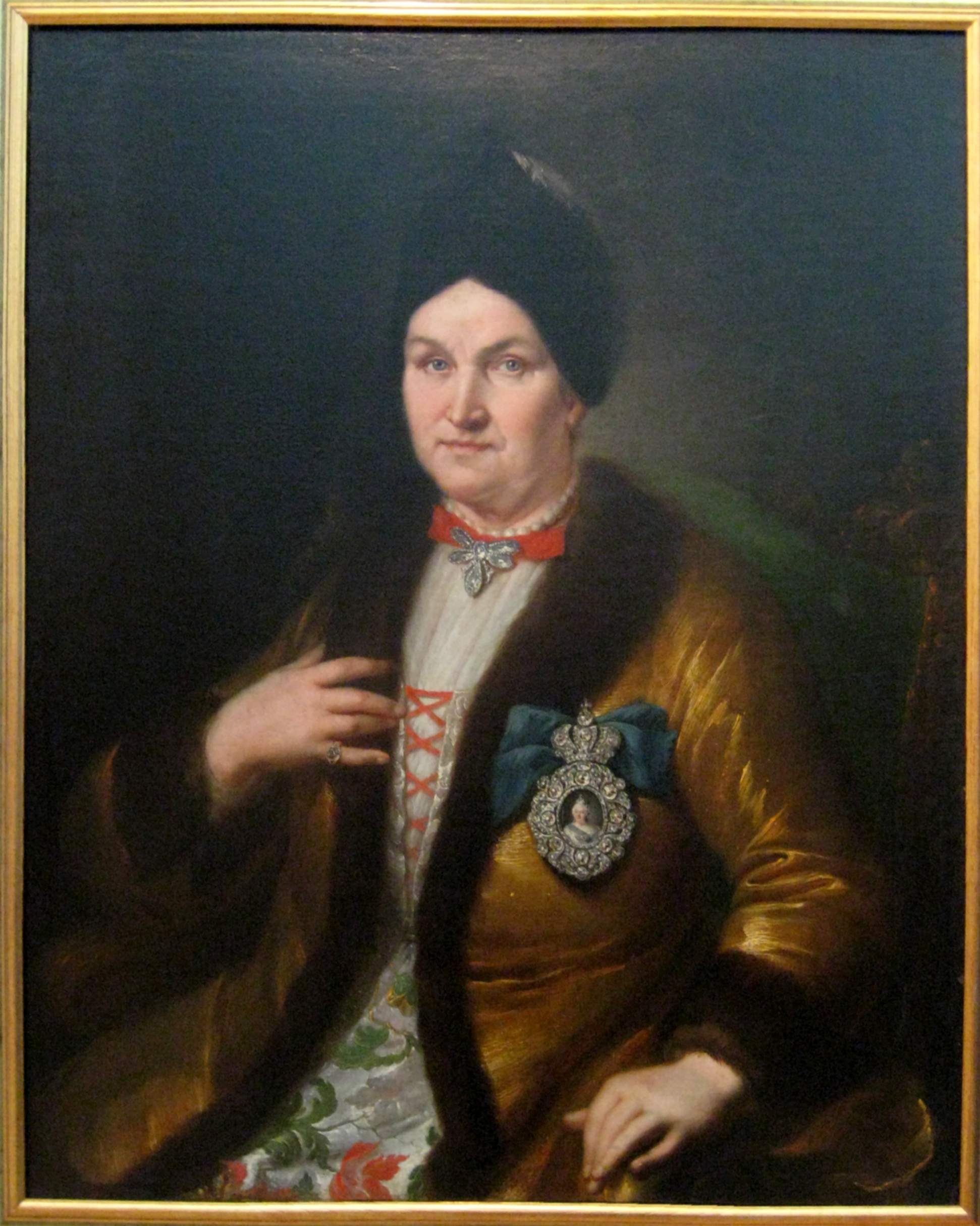
Наталья Розумиха — мать Алексея и Кирилла

    1. казак Григорий Яковлевич Розум + Наталья Демьяновна Розумиха (Демешко, Стрешенцова)
      1. Данило (рано умер)
      2. Алексей Григорьевич Разумовский
      3. Кирилл Григорьевич Разумовский
      4. Агафья + Влас Климович (Будлянский) — им была пожалована Ольшана (Ичнянский район)
        1. Михаил Власьевич Будлянский + Софья Петровна Валькевич
          1. Алексей Михайлович Будлянский (ум. 1819), флигель-адъютант при Кирилле Разумовском. Наследников не оставил.

      5. Анна + Осип Лукьянович Закревский. Имели многочисленное потомство.
        1. Закревский, Андрей Иосифович
        2. Закревская, Софья Осиповна+ Николай Фёдорович Апраксин
          1. Завадовская, Вера Николаевна

      6. Вера Григорьевна + Ефим Федорович Дараган
        1. Ефим
        2. Василий
        3. Екатерина
        4. Софья Ефимовна Дараган: 3 февраля 1758 — вышла замуж за князя Петра Васильевича Хованского 25 апреля 1764 — вышла замуж за барона И. И. Черкасова 29 июля 1762; день рождения — 4 марта, именин — 24 апреля.

Родственники по материнской линии:
1. Демьян Демешко
  1. Наталья Демьяновна Розумиха (Демешко, Стрешенцова)
  2. Герасим Демьянович Демешко, в 1742 году принявший фамилию «Стрешенцов»
    1. Матрёна Герасимовна Теплова (ум. после 1791), с 1754 (?) жена тайного советника Г. Н. Теплова (1711—1779), фаворитка Петра III.

### При дворе царевны

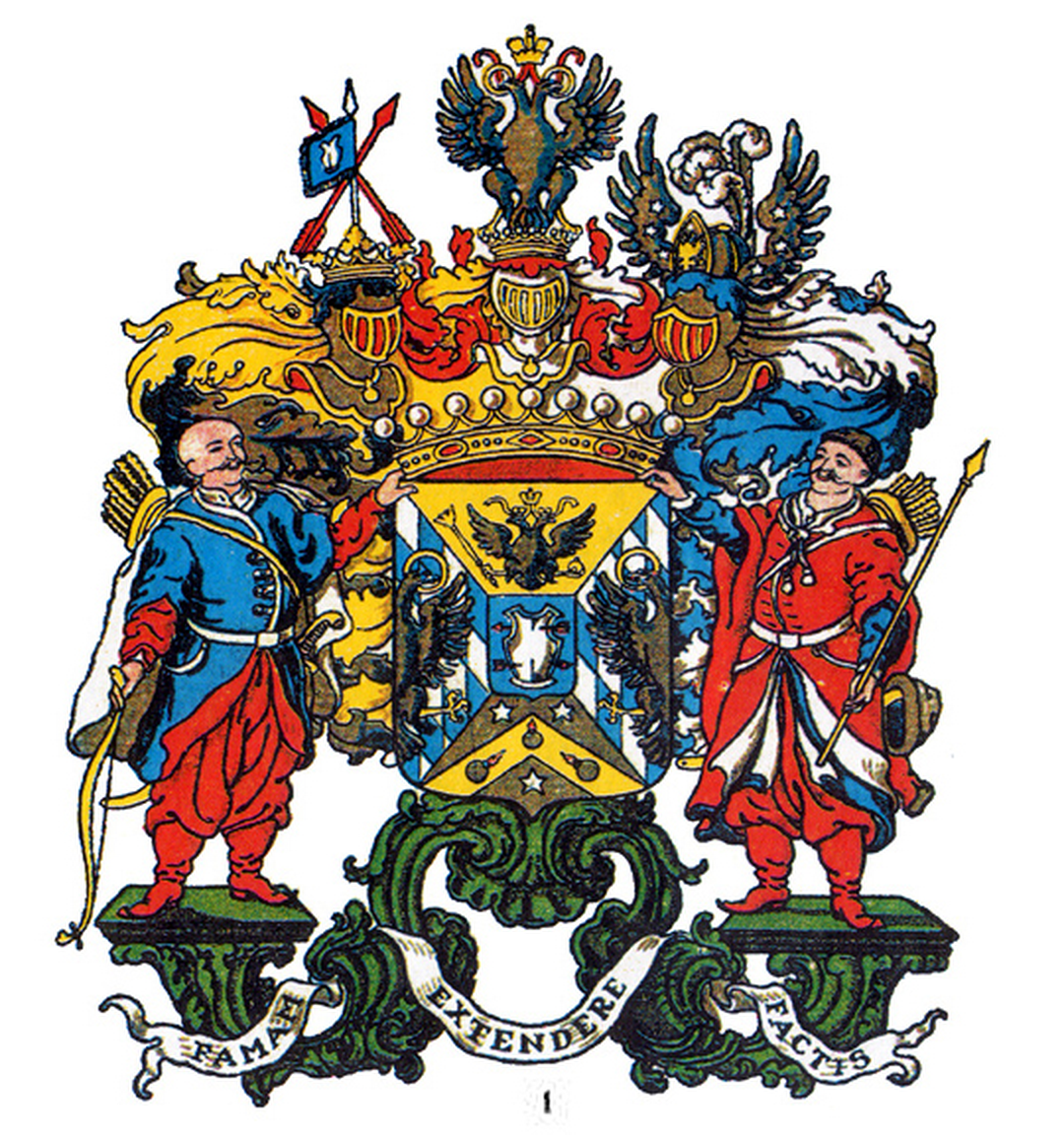
Герб Алексея Разумовского

Екатерина II впоследствии писала, что Алексей был одним из красивейших мужчин, каких она встречала в жизни, и его красота не прошла мимо внимания Елизаветы. Когда вскоре он потерял свой голос, то царевна перевела его в бандуристы. Уже в 1730-е годы Разумовский, как его стали со временем называть, став фаворитом цесаревны, получил для начала должность управляющего её имениями, затем чин камер-юнкера и стал полновластным хозяином её двора. К нему обращались с просьбами знатные вельможи, и он, по-видимому, не без успеха использовал своё влияние на Елизавету. В личном плане он был человеком весёлым, добродушным и бесхитростным.

### «Ночной император»

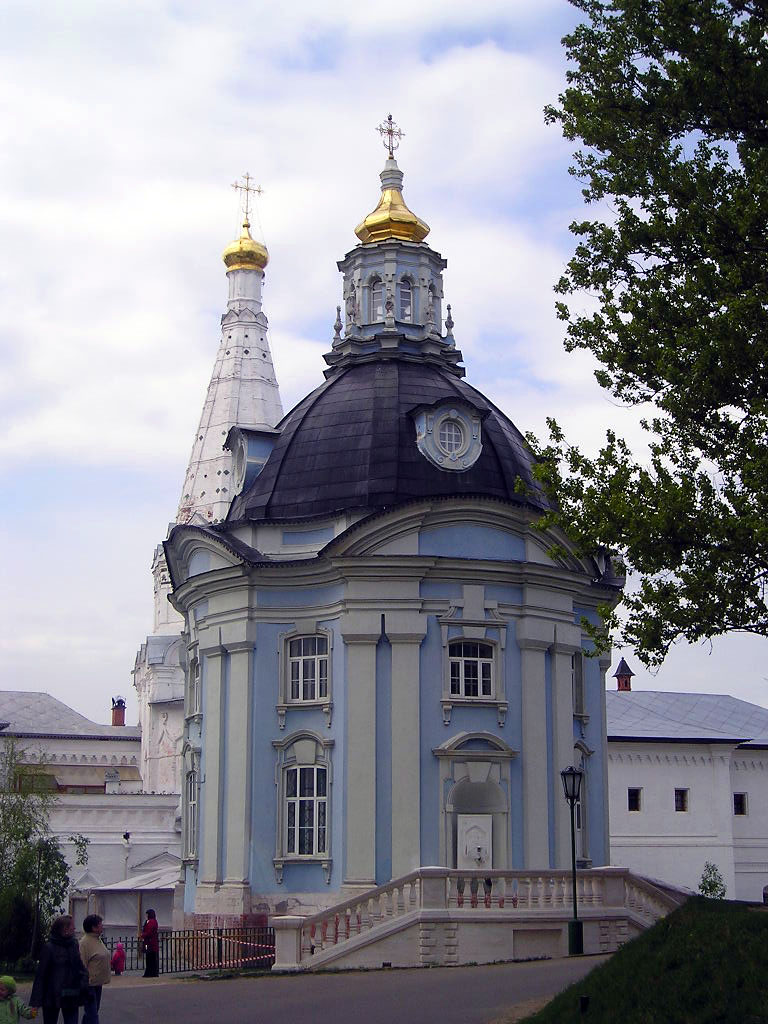
Смоленская церковь — подарок «ночного императора» Троицкой лавре

После переворота 1741 года бывший певчий превратился в генерал-поручика и действительного камергера. Спустя ещё короткое время, в день коронации Елизаветы Петровны Разумовский стал кавалером ордена Андрея Первозванного, обер-егермейстером, подполковником лейб-гвардии Конного полка, капитан-поручиком лейб-кампании и владельцем многих тысяч крестьянских душ (в том числе конфискованных незадолго до этого у Миниха). В 1742 году в подмосковном селе Перово, как гласила молва, состоялось тайное венчание императрицы с Алексеем Григорьевичем. После этого Разумовский поселился в дворцовых апартаментах, смежных с покоями императрицы; по утрам они завтракали вместе. Разумовский сидел за столом всегда рядом с государыней. Иностранные послы ожидали, что набожная императрица вскоре объявит о том, что связана с Алексеем узами церковного брака.

Не любя игру и относясь равнодушно к выигрышу, среди богатства, которым он был засыпан, он… позволял грабить себя без стеснения, причём гости мошенничали, играя в карты, либо просто набивали карманы золотом, валявшимся на столах. Порошин утверждает в своих «Записках», что видел, как князь Иван Васильевич Одоевский наполнил свою шляпу золотыми монетами и затем передал её своему лакею, ожидавшему в передней. В особенности ревностно занимались этим женщины, и тот же автор называет среди самых беззастенчивых из них Настасью Михайловну Измайлову, урождённую Нарышкину.

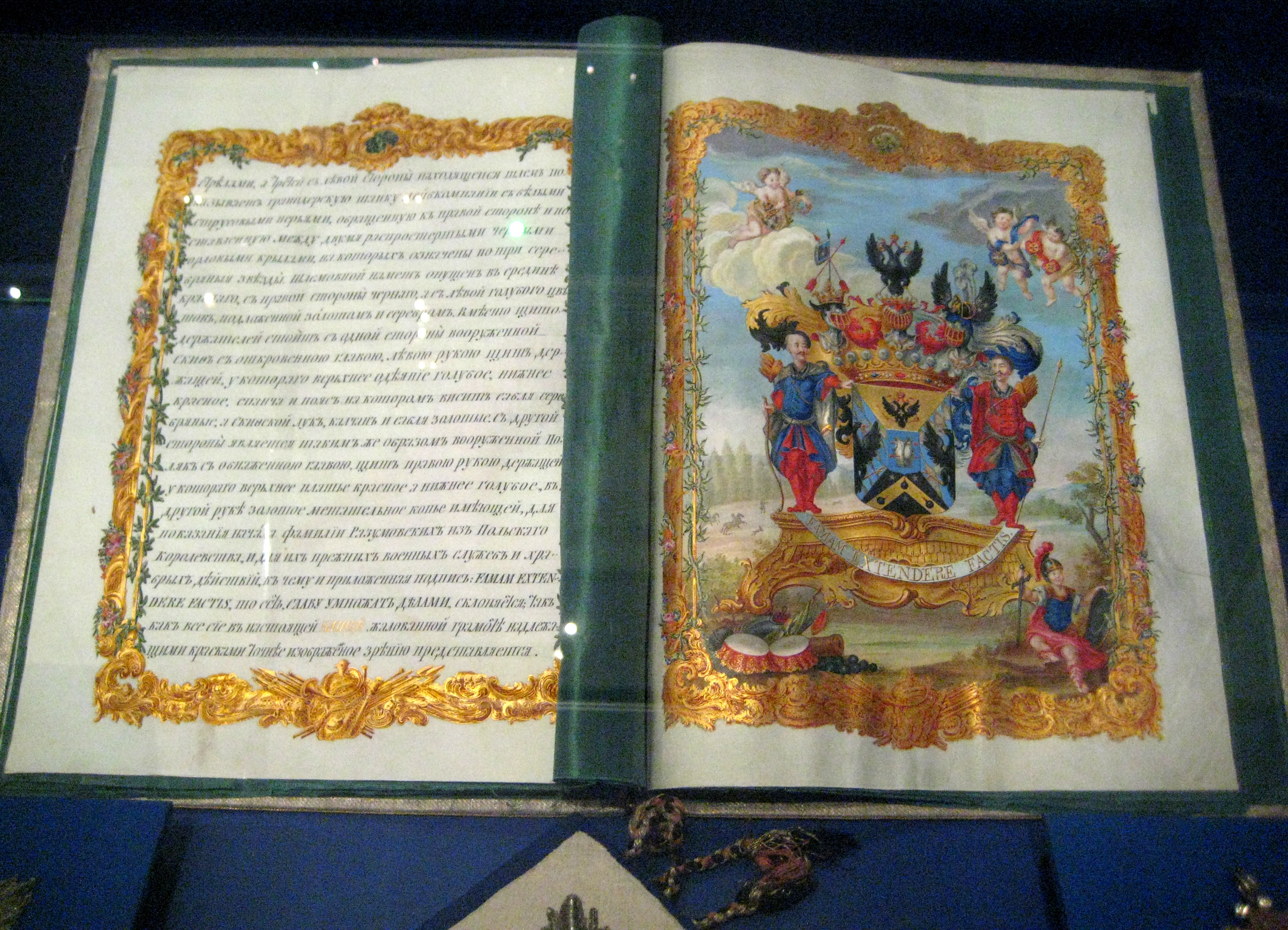
Жалованная грамота императрицы Елизаветы Петровны Алексею Григорьевичу Разумовскому на графское Российской империи достоинство и герб. 1 марта 1751 года.

Обладая огромной, практически неограниченной властью и став одним из богатейших людей России (в 1744 он получил ещё и графское достоинство, а в 1756 году — звание генерал-фельдмаршала), Разумовский оставался скромным, набожным человеком, старался не вмешиваться в придворные интриги и держаться в стороне от большой политики. К своему стремительному возвышению он относился с юмором и лишь иногда, во хмелю или на охоте, проявлял буйный нрав. Был Разумовский и заботливым сыном, не забывал многочисленную малороссийскую родню, да и вообще родную Малороссию. По-видимому, именно благодаря Разумовскому в царствование Елизаветы Петровны удалось добиться некоторых привилегий и, в частности, восстановления гетманства (гетманом стал его брат Кирилл Разумовский). С конца 1740-х годов с приближением к императрице Ивана Шувалова влияние Разумовского несколько упало. Однако они по-прежнему оставались близки — так, умирая, Елизавета попросила остаться около её постели троим людям — наследнику Петру Федоровичу, его жене Екатерине Алексеевне и Разумовскому.
Существует несколько легенд о детях, якобы родившихся от брака Разумовского и императрицы Елизаветы Петровны, однако ни одна из них не подтверждена документально. За дочь этой четы выдавала себя знаменитая княжна Тараканова. После воцарения Екатерины II новая императрица послала Михаила Воронцова выяснить, действительно ли Разумовский был обвенчан с Елизаветой, но тот на глазах посланца государыни сжёг какие-то документы:

Разумовский пробежал указ [о признании за ним титула Императорского Высочества] глазами, тихо встал с кресел, подошёл к комоду, на котором стоял ларец чёрного дерева, окованный серебром и выложенный перламутром, отыскал в комоде ключ, отпер ларец и вынул из потаённого ящика бумаги, обвитые в розовый атлас. Он развернул бумаги и стал их с благоговейным вниманием читать, не прерывая молчания. Прочитав бумаги, он их поцеловал, подошёл к образам, перекрестился со слезами на глазах и с приметным волнением подошёл к камину, бросил бумаги в огонь и опустился на кресло.

### Последние годы

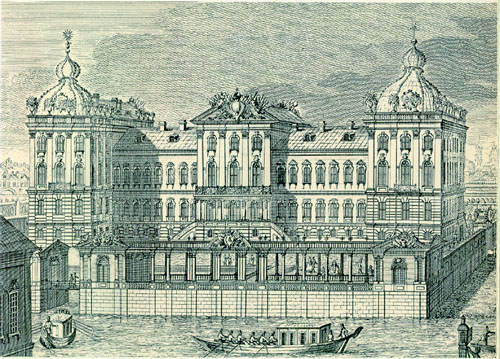
Аничков дворец в Петербурге был подарен «ночному императору» Елизаветой Петровной

Как союзник канцлера Бестужева, с подозрением относившегося к будущему Петру III, граф Разумовский после смерти императрицы не считал своё положение надёжным. «Когда дом, где великий князь и великая княгиня жили в Гостилицах, провалился по вине архитектора, владелец Гостилиц был заподозрен в составлении заговора; в толпе распространились про него оскорбительные и компрометирующие слухи». Сразу после смерти Елизаветы он выехал из царского дворца и поселился в своем «Аничковском доме», где его часто посещал новый император, любивший по вечерам выкуривать трубку в гостеприимных палатах графа, который по временам давал также праздники и банкеты, очень любимые Петром III. Граф поднес ему богатую трость и просил позволения присоединить к тому миллион рублей, чем император, нуждавшийся в деньгах, остался очень доволен. Экс-фаворит не принимал участия в подготовлявшемся перевороте, и 27 июня 1762 г. давал в честь императора и императрицы великолепный праздник в Гостилицах, на котором император Петр III и императрица Екатерина виделись в последний раз.

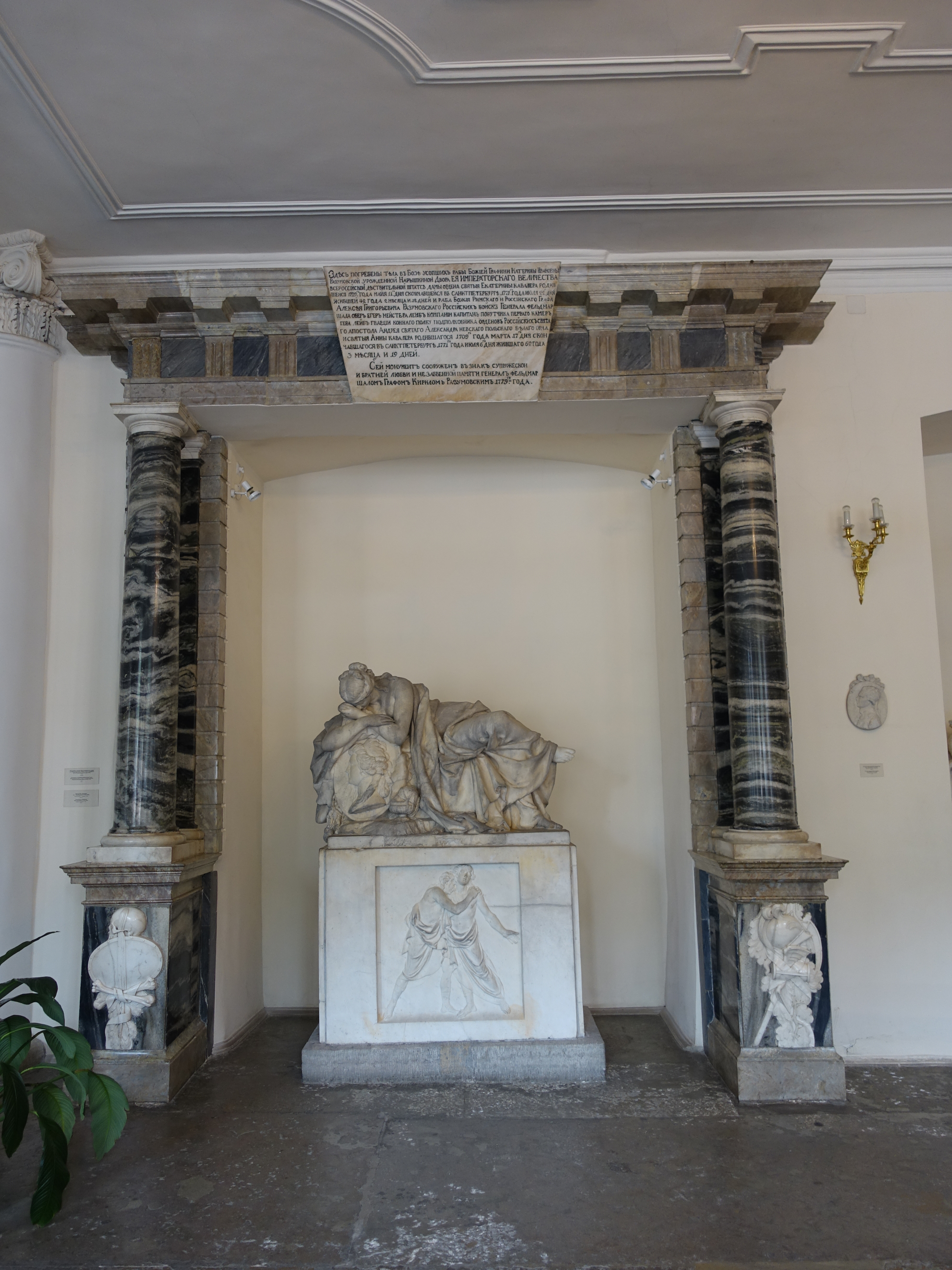
Надгробие Алексея Григорьевича и его невестки Екатерины в Благовещенской усыпальнице Александро-Невской лавры. Неизвестный мастер, 1779 г.

После дворцового переворота, совершенного Екатериной, присягнув новой императрице, граф Разумовский поехал на коронацию в Москву и во время коронования нес корону, а после обряда бросал в народ жетоны. Несмотря на известие о смерти матери, он оставался в Москве во все время пребывания там императрицы и жил в своем доме на Покровке, близ церкви Воскресения в Барашах. Екатерина II оказывала ему знаки особого уважения и обращалась с ним скорее как с родственником, нежели как с подданным. Она выходила к нему навстречу при приезде его во дворец, сама сейчас же подвигала ему кресло и провожала до дверей своего кабинета. Не имея службы, граф Разумовский жил тихо в обширных палатах своих, окруженный воспоминаниями о родине; его стол, привычки, прислуга были чисто малороссийские. Совершая свою поездку по Балтийскому краю, Екатерина в 1764 г. заехала к старику графу в Гостилицы; у крыльца дома встретил её хозяин со всеми свойственниками, и в честь Высочайшего прибытия из выставленных пред домом пушек производилась пальба. Императрица за обедом пила за здоровье хозяина, играла с ним в карты, каталась с гор и в линее по саду.
С годами бывший фаворит стал хворать и в последние месяцы 1770 года не вставал уже с постели. Сумароков, бывший его адъютант, навестил его и застал его очень больным. Он скончался в своем Аничковом дворце и был погребён в Благовещенской церкви Александро-Невской лавры в Петербурге, вместе с супругой брата, Екатериной Ивановной, и над их могилами граф Кирилл Григорьевич воздвиг великолепный мраморный памятник в виде триумфальных ворот. Сумароков оплакал смерть своего благодетеля в «Элегии к Степану Федоровичу Ушакову, губернатору санкт-петербургскому, на преставление графа Алек. Григ. Разумовского». Все состояние умершего графа перешло к его брату Кириллу, так как собственных детей он не оставил.

## Усадьбы Алексея Разумовского

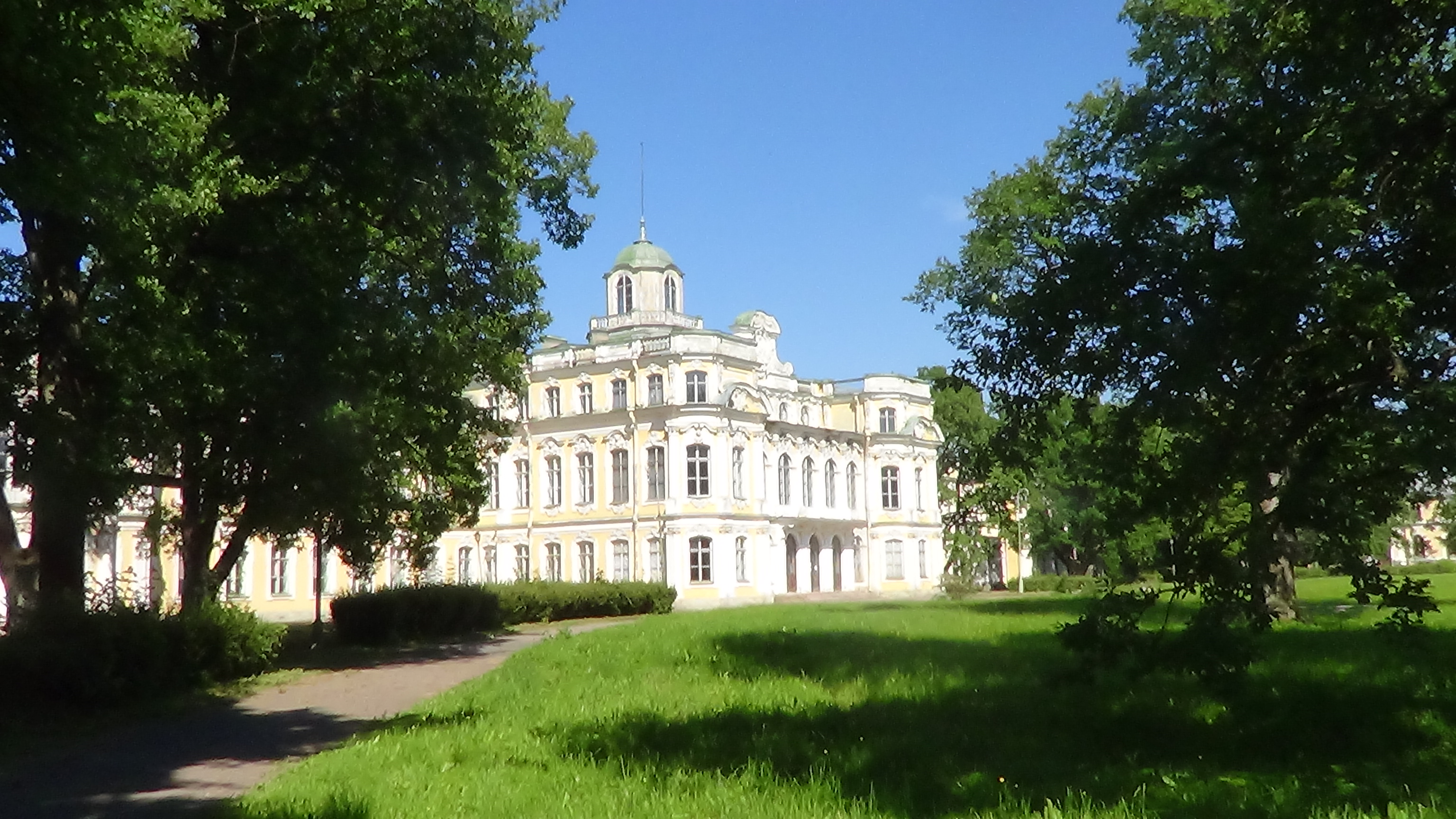
Дворец Алексея Разумовского в окрестностях Петергофа

- Го́ренки — подмосковная усадьба с южной стороны Владимирского тракта.
- Южное побережье Финского залива
  - Знаменская мыза
  - Гора-Валдай
  - Пулково
  - Чёрная Лахта
  - Гостилицы
  - Утешение
- Родное село Лемеши, где им выстроена существующая церковь.
- В тех же краях село Алексеевщина, где устроен т. н. Алексеевский дом[укр.].

## Образ в кино
- «Распутная императрица» (1934)
- 1984—1986 — «Михайло Ломоносов» — Андрей Давыдов (фильм второй «Врата учёности» (3 серия))
- «Гардемарины, вперёд!» (1987) — эпизод на маскараде
- «Фаворит» (2005) — Николай Иванов
- «Екатерина» (2014) — Александр Лазарев мл.
- «Великая» (2015) — Виктор Раков
- «Императрицы» (2023) — Роман Васильев (в молодости) и Александр Фадеечев